# El Judici (tarot)

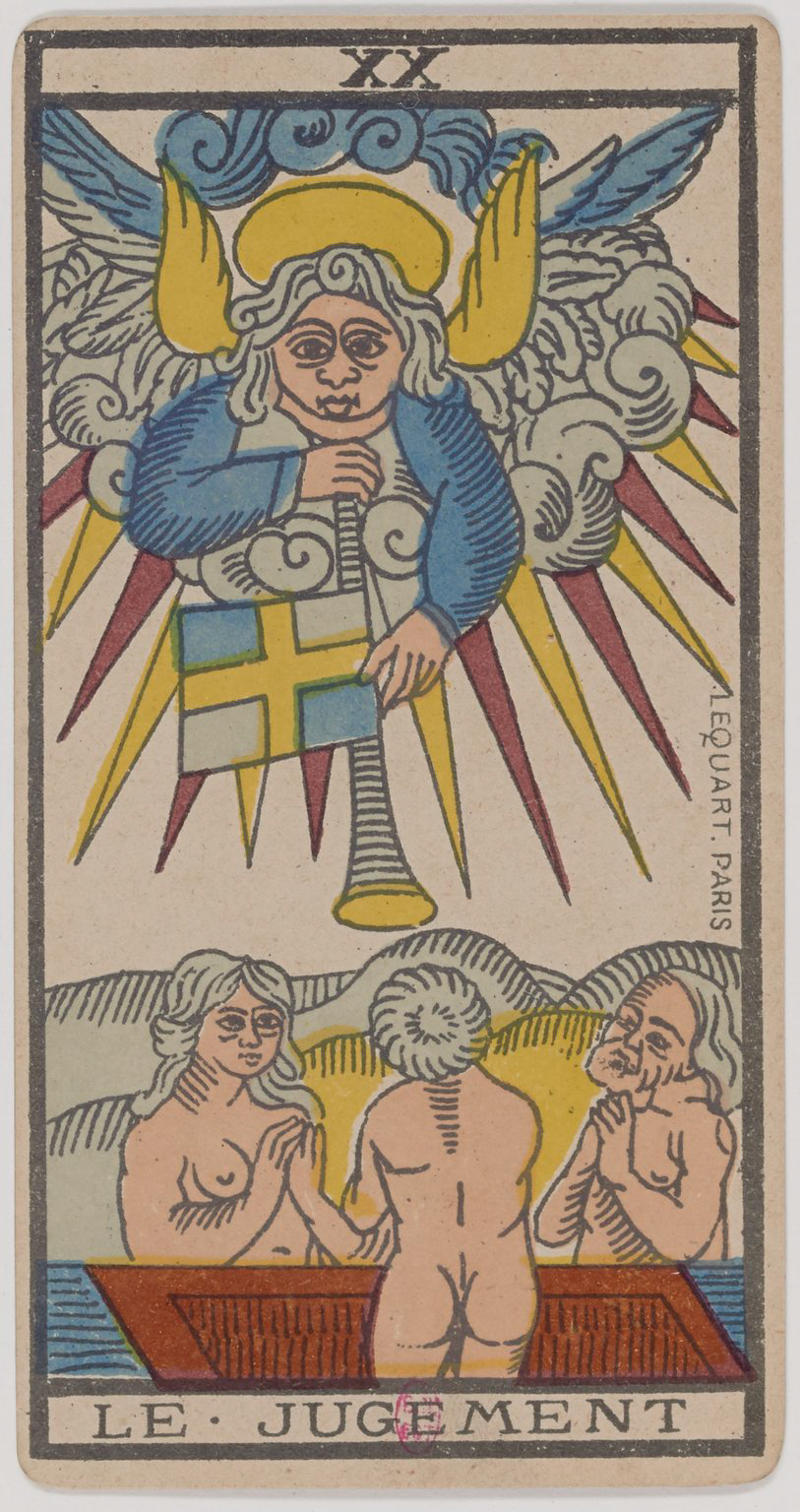
El Judici, vintè arcà major del tarot. Representació del Tarot de Marsella

El Judici (XX) és el vintè trumfo o Arcà Major en les baralles de tarot i s'utilitza tant per als jocs populars de tarot com en la cartomància.

## Descripció
En la part superior de la làmina, rodejat per núvols, un àngel fa sonar una trompeta. En la part inferior, tres personatges despullats (dels quals un, el central, es troba d'esquena), semblen en actitud d'orar. Una terra àrida s'estén al seu voltant. El personatge que ens dona l'esquena sorgeix del que sembla un sarcòfag, flanquejat per una dona i un home amb barba que sembla que el miren. Sobre el cel incolor, l'àngel es troba rodejat per un cercle de núvols blaus dels que sorgeixen nombrosos rajos. Sosté la trompeta amb la mà dreta, mentre que amb l'esquerra sosté un quadrat semblant a una bandera amb una creu groga al centre.
El Tarot Rider-Waite presenta una simbologia semblant a la del Tarot de Marsella (explicat en el paràgraf anterior) si bé es fa un èmfasi molt major en el nombre de persones que s'aixequen, despullades, de la tomba: dos homes, dues dones i dos nens.
L'escena de la ressurrecció, amb l'àngel trompeter i els morts que s'aixequen despullats de les tombes (un element comú en la imagineria medieval), podria fer referència al Judici Final descrit per sant Mateu i sant Joan.

## Interpretació
Aquesta és una carta de transició, com ho eren també la Mort o la Torre, però la seva energia no és violenta ni catastròfica, tot i que el seu poder sigui molt major. És una energia de creació sense destrucció, impossible en el plànol material, però sí en l'espiritual. El renaixement no es dona a través de l'abandonament d'allò que és negatiu, sinó mitjançant l'integració de totes les parts de la persona. Sovint, l'aparició d'aquesta carta en una lectura asseyala un gran canvi, i serà la nostra decisió la que faci possible que es produeixi o no.
Sovint, aquesta carta representa també algun tipus de prova que cal superar, com per exemple un examen. Val a dir que, si bé la seva aparició no significa que el resultat sigui positiu, sí que se la considera un bon auguri.
Un altre missatge d'aquest arcà consisteix en el descobriment, mitjançant el treball terapèutic o altres mitjans, que tot ésser que neix és absolutament desitjat per la divinitat (o per l'univers) que ha permès que sigui engendrat. Les dificultats que el consultant senti respecte al seu desig de viure, a la seva vocació artística o professional, etc., són resistències cap a la seva naturalesa profunda, cap al grau de consciència que ens ofereix l'àngel. Aquesta carta també pot aparèixer per indicar un problema relatiu a l'acte de jutjar o ser jutjat, o bé a una trucada o avís que es produirà de manera imminent.
| Precedit per: El Sol (XVIIII) | Arcans majors del Tarot | Succeït per: El Món (XXI) |

El Judici (XX)
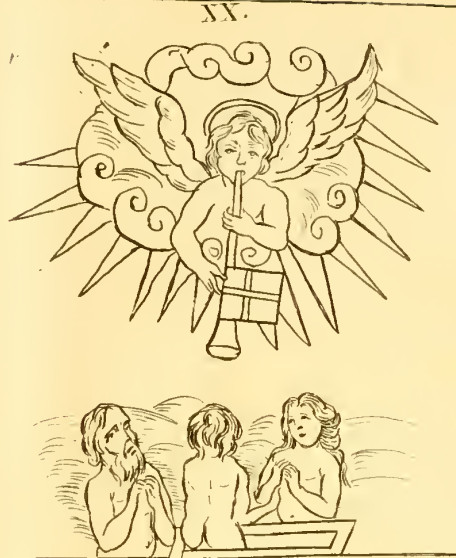
Disseny del trumfo del tarot d'Antoine Court de Gébelin per al seu assaig Du Jeu des Tarots, 1781.
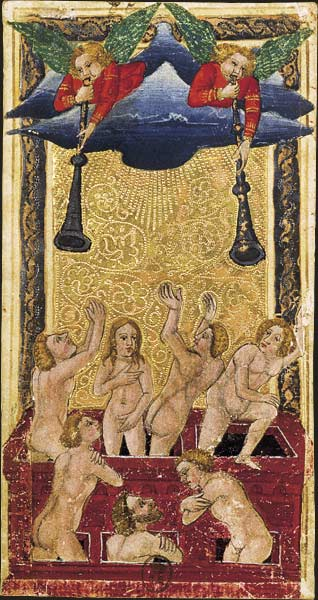
Baralla de Carles VI, segle XV.
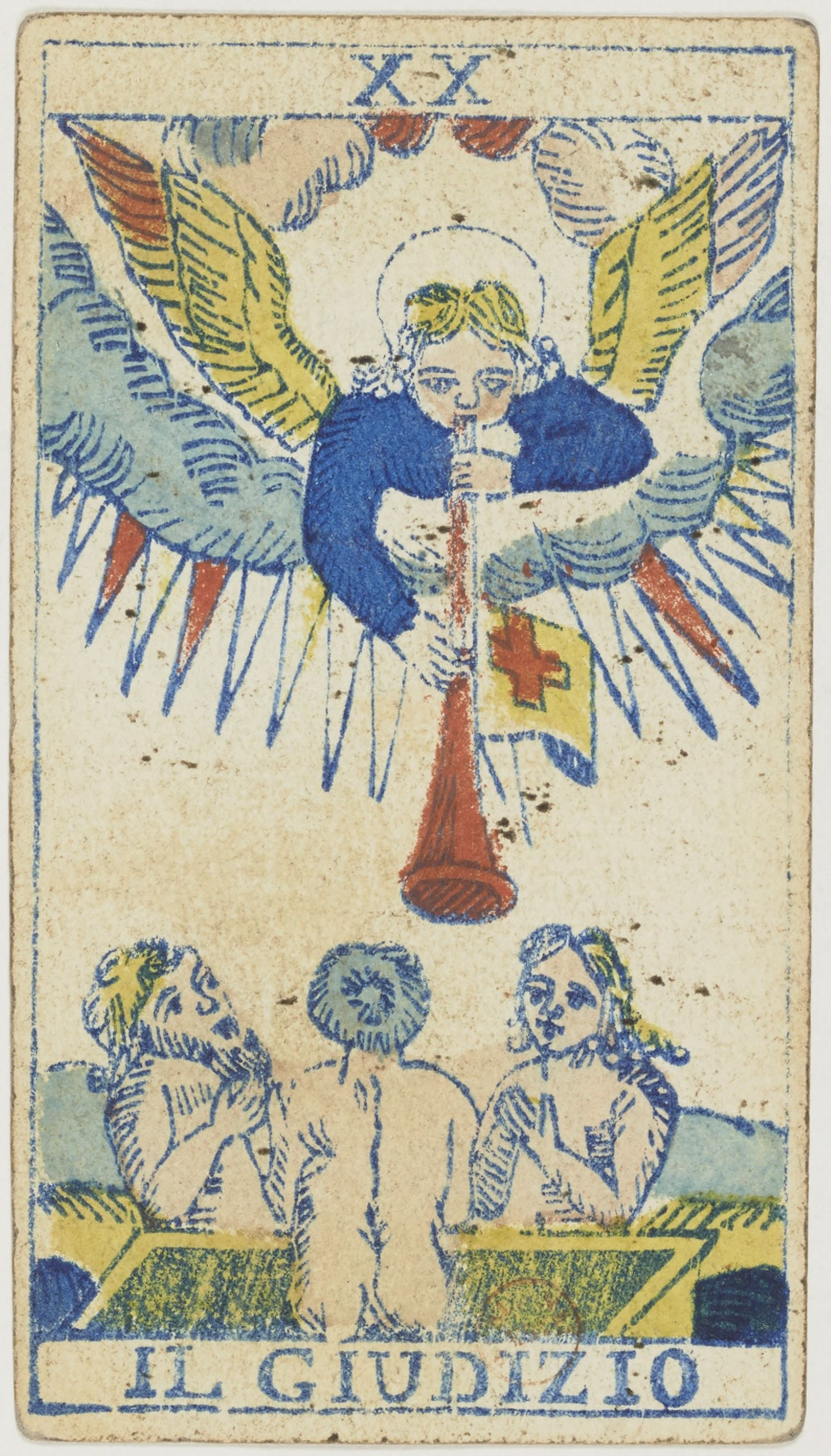
Tarot Piemontès, 1865.
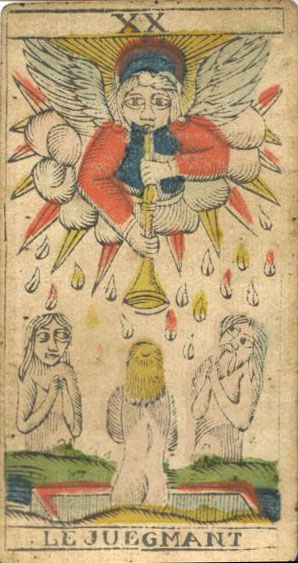
Tarot de Besançon, cap a 1820 –1830.
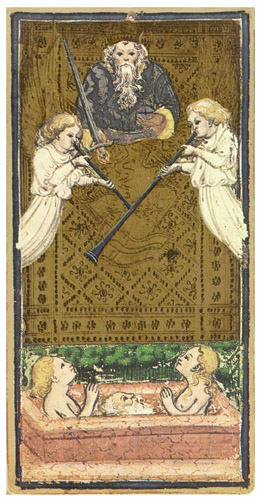
Tarot Visconti-Sforza, entre 1440 i 1470.
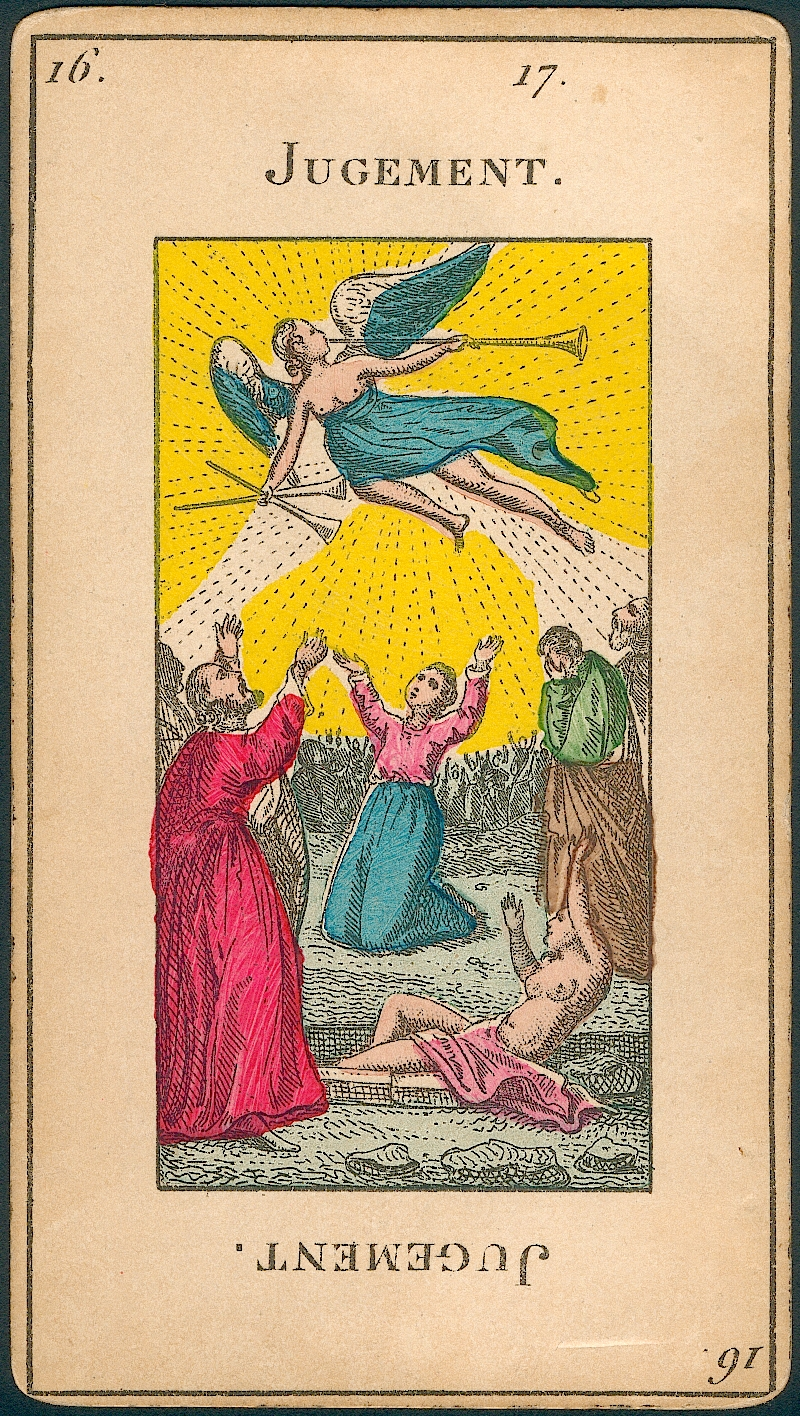
Tarot d'Etteilla, cap a 1890.
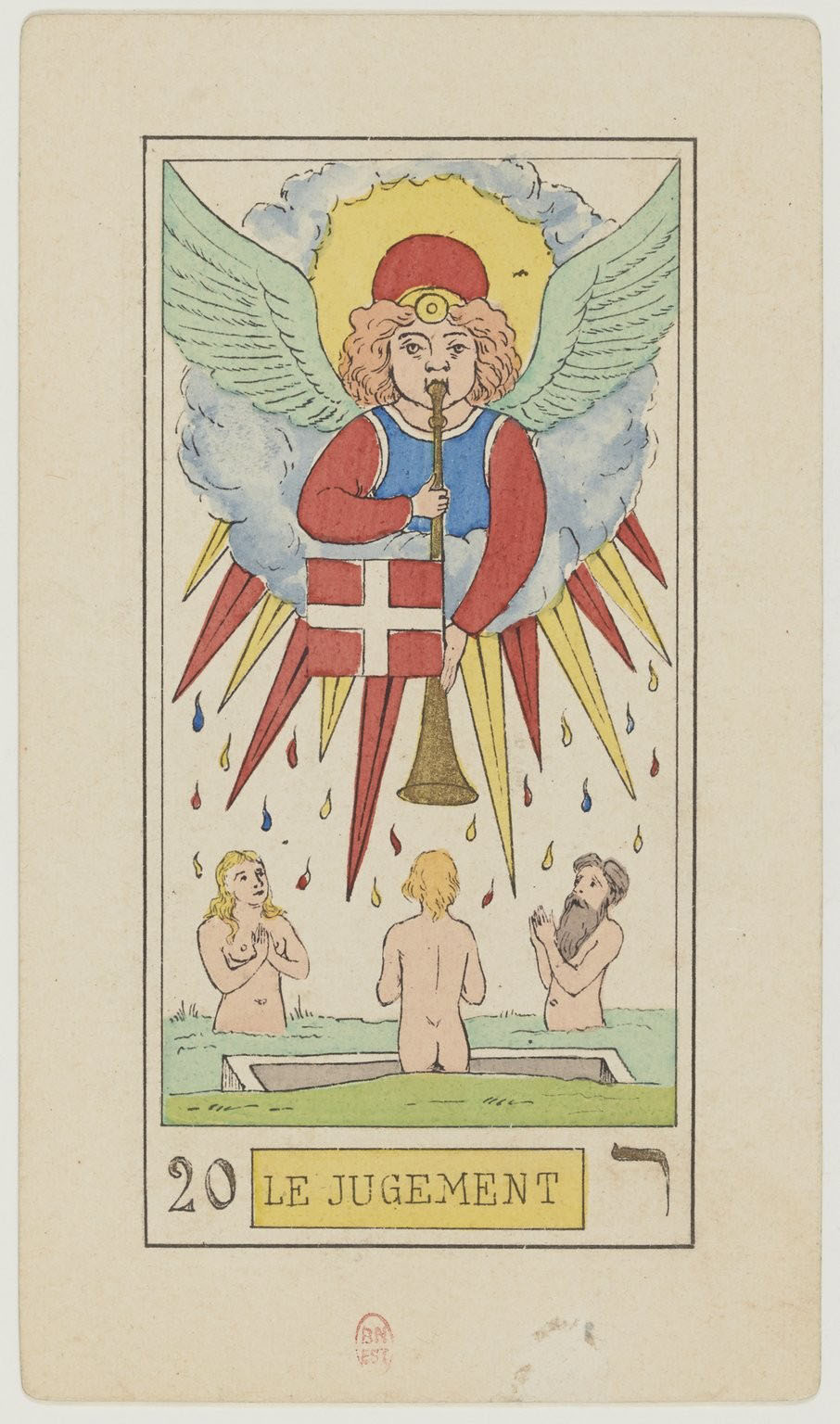
Tarot d'Oswald Wirth, 1889.
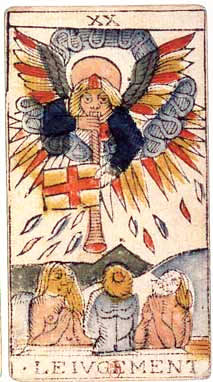
Tarot de Jean Dodal, entre 1701 i 1715.
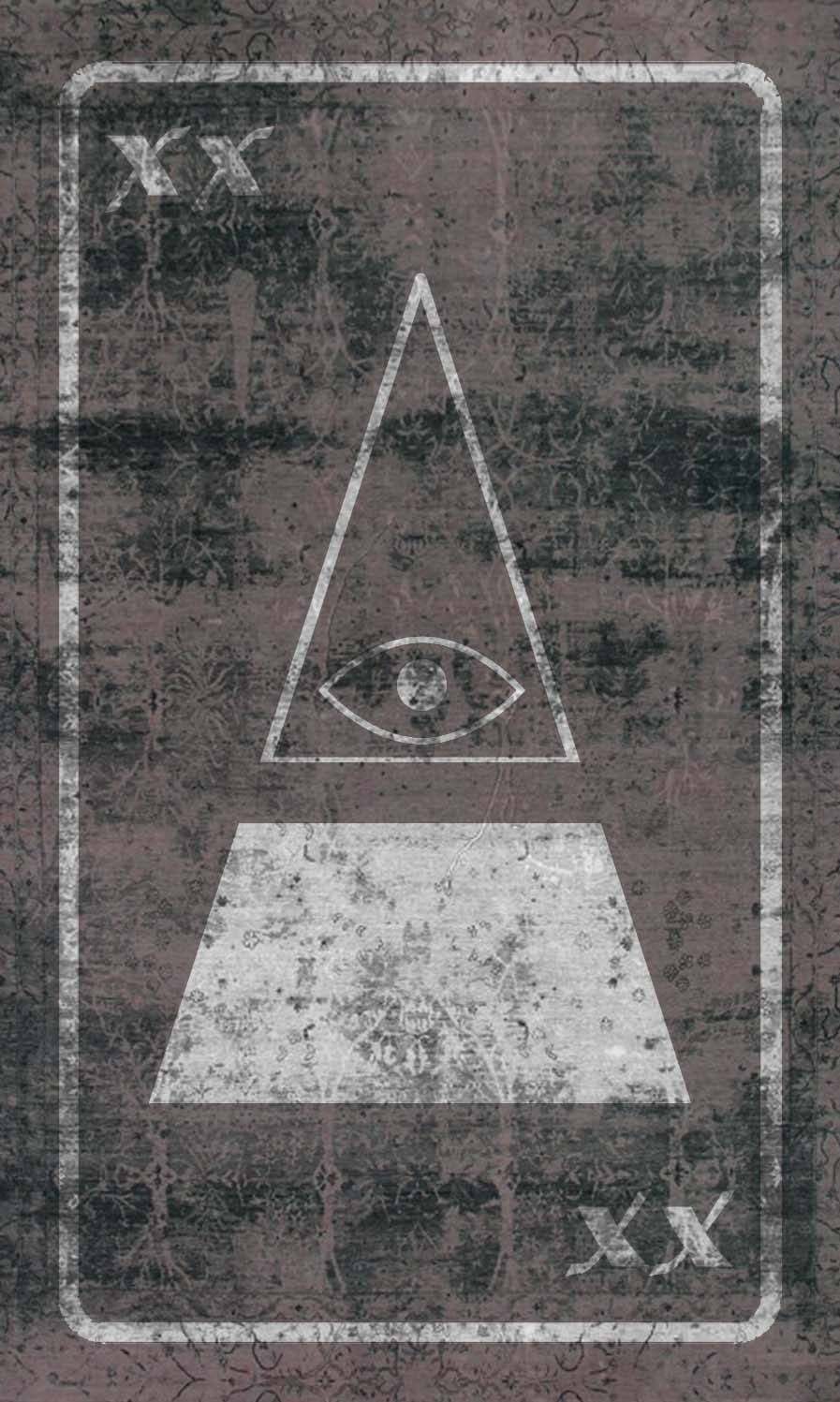
Tarot Satànic, 1996.
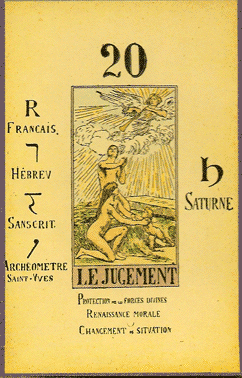
Disseny de l'arcà per al llibre de Papus Le Tarot Divinatoire. Le Livre des Mystères et les Mystères du Livre. Clef du tirage des cartes et des sorts. Avec la reconstitution complète des 78 lames du Tarot Égyptien et de la méthode d'interprétation. Les 22 arcanes majeurs et les 56 arcanes mineurs (1909).